# اینتسل
اینتسل (به آلمانی: Inzell) یک شهر در آلمان است که در بایرن واقع شده‌است.

## خصوصیات
اینتسل ۴۵٫۳۵ کیلومترمربع مساحت دارد ۶۹۳ متر بالاتر از سطح دریا واقع شده‌است.